# ビッグ3 (経営コンサルティング会社)
ビッグ3 (The Big Three) は、世界最大の3大戦略コンサルティング会社の俗称であり、三社はそれぞれ世界の経営コンサルティング業界で最も権威のある会社である。
売上高、従業員数ともに、マッキンゼー・アンド・カンパニーがトップであり、ボストン・コンサルティング・グループとベイン・アンド・カンパニーがそれぞれ続く。
別称のMBB は、McKinsey & Company, Boston Consulting Group, Bain & Companyの頭文字を表す。

## 三社の特徴
ビッグ3を構成する3つのコンサルティング会社は、マッキンゼー・アンド・カンパニー、ボストン・コンサルティング・グループ、ベイン・アンド・カンパニーであるが、これら3社は、売上高で世界最大の戦略コンサルティング会社である。

### マッキンゼー・アンド・カンパニー
マッキンゼー・アンド・カンパニー（英: McKinsey & Company, Inc.）は、アメリカ合衆国に本社を置く大手コンサルティング会社。シカゴ大学経営学部教授のジェームズ・O・マッキンゼーにより1926年に設立された。
米国、欧州、アジア、南米、東欧など世界60カ国に105以上の支社を持つグローバルな戦略系コンサルティングファーム。全世界の主要企業を対象に、年間1,600件以上のコンサルティング・プロジェクトを手掛ける。

### ボストン・コンサルティング・グループ
ボストン コンサルティング グループ (Boston Consulting Group) は、1963年にブルース・ヘンダーソンやジェイムズ・アベグレンらによって設立された、アメリカ合衆国に本社を置くコンサルティング会社。略称はBCG。
1966年、ボストンに次ぐ世界2番目の拠点として日本法人を東京に開設。2019年に東京都千代田区紀尾井町のニューオータニガーデンコートから中央区日本橋室町の日本橋室町三井タワーに東京オフィスを移転。2003年に名古屋、2020年に大阪、京都、2022年4月には福岡にオフィスを設立。日本で最も古い歴史を持つ外資系戦略コンサルティングファームである。

### ベイン・アンド・カンパニー
ベイン・アンド・カンパニー（Bain & Company）は、アメリカ合衆国・ボストンを本拠とするコンサルティング会社である。
1973年にビル・ベイン他4名のコンサルタントによって設立され、2012年6月現在、世界31ヵ国の48拠点に事業所を展開し、約5,400名の社員を雇用している。東京オフィスは1981年に開設された。